# روي إيفانز (لاعب كرة قدم)
روي إيفانز (بالإنجليزية: Roy Evans)‏ (5 يوليو 1943 بسوانزي في المملكة المتحدة - 20 يناير 1969 بهيرفورد في المملكة المتحدة) هو لاعب كرة قدم بريطاني في مركز الدفاع. شارك مع منتخب ويلز لكرة القدم. أما مع النوادي، فقد لعب مع سوانزي سيتي ونادي هيرفورد.

## وصلات خارجية
- روي إيفانز على موقع عالم كرة القدم.نت (الإنجليزية)